# 字花
『字花』（じか、中国語: 字花、英語: Fleurs des lettres）とは、現在、香港の水煮魚文化製作有限公司によって出版されている隔月刊の文芸誌である。「立足本地、放眼世界（地元に根付き、世界に目を広げる）」を目的として2006年4月に創刊された。創刊時のメンバーには、作家の謝曉虹らがいる。香港では近年数少ない青年文学系の雑誌である。雑誌としては、既存の香港文学の厳粛的な形態に反し、若く活気に満ちた文学の側面を示すことに重点を置いている。
組織としては字花の出版の他にも活動を行っており、2009年に何鴻毅家族基金と共に「筆可能」という教育プロジェクトを開催した他、2011年に開催された第19回台北国際書展では、「潜。夜行——香港漫遊」というシンポジウムを開催している。